# Jian Fang Lay
Jian Fang Lay (* 6. März 1973 in Wenzhou (China)) ist eine australische Tischtennisspielerin. Sie nahm bis Oktober 2019 an fünf Olympischen Spielen und mindestens elf Weltmeisterschaften teil.

## Werdegang
Jian Fang Lay wurde in China geboren. Im Alter von sechs Jahren begann sie mit dem Tischtennissport. 1989 gewann sie ein Junior-Provonzialturnier. 1994 übersiedelte sie nach Australien, um dort mit ihrem Ehemann in Melbourne zusammenzuleben. Eigentlich wollte sie nun ihre Tischtennislaufbahn beenden, aber ihr Ehemann Jorge Lay, zugleich ihr Trainer, ermunterte sie zur Fortsetzung ihrer Karriere. In der Folge trat sie international unter der Flagge Australiens auf.
1995 wurde sie ins australische Nationalteam berufen. 1999 gewann sie die nationale Meisterschaft im Einzel und Doppel. Im selben Jahr nahm sie erstmals an der Weltmeisterschaft teil. Hier wie in den folgenden (mindestens 10) WMs kam sie nie in die Nähe von Medaillenrängen.
Von 2000 bis 2016 qualifizierte sie sich für alle fünf Olympischen Spiele:
- 2000 trat sie nur im Doppelwettbewerb mit Stella Zhou an. Dabei verloren sie gegen Kazuko Naito/Rinko Sakata (Japan) und Jolanta Prūsienė/Rūta Paškauskienė (Litauen).
- 2004 gelang Jian Fang Lay im Einzel ein Sieg gegen die Kroatin Cornelia Molnar, danach schied sie gegen Elke Wosik (Deutschland) aus. Im Doppel mit Miao Miao verlor sie gegen die Geschwister aus Neuseeland Li Chunli/Li Karen.
- 2008 wurde sie mit der australischen Mannschaft Neunte. Im Einzel gewann sie gegen die Inderin Neha Aggarwal, danach unterlag sie der Kroatin Sandra Paović.
- 2012 wurde sie mit der australischen Mannschaft erneut Neunte. Nach dem Sieg im Einzel über Lígia Silva (Brasilien) schied sie gegen Li Xue (Frankreich) aus.
- 2016 kam die Mannschaft wieder auf Platz neun. Im Einzel kam sie diesmal zwei Runden weiter, nämlich gegen Marija Dolgich (Russland) und Sofia Polcanova (Österreich). Dann war gegen Yu Mengyu (Singapur) Endstation.

Weitere Erfolge erzielte Jian Fang Lay bei Ozeanmeisterschaften, wo sie von 2000 bis 2010 sieben Gold- und sechs Silbermedaillen holte. 2004 erreichte sie bei den Commonwealth-Meisterschaften im Doppel das Endspiel.

## Privat
Jian Fang Lay ist verheiratet und hat zwei Söhne.

## Turnierergebnisse
| Verband | Veranstaltung             | Jahr | Ort          | Land | Einzel        | Doppel        | Mixed      | Team     |
| ------- | ------------------------- | ---- | ------------ | ---- | ------------- | ------------- | ---------- | -------- |
| AUS     | Commonwealthmeisterschaft | 2004 | Kuala Lumpur | MAS  |               | Silber        |            |          |
| AUS     | Commonwealth-Spiele       | 2002 | Manchester   | ENG  |               |               | Silber     |          |
| AUS     | Ozeanienmeisterschaft     | 2010 | Auckland     | NZL  | Halbfinale    | Gold          | Halbfinale | Gold     |
| AUS     | Ozeanienmeisterschaft     | 2004 | Whangarei    | NZL  | Silber        | Silber        | Silber     | Gold     |
| AUS     | Ozeanienmeisterschaft     | 2002 | Suva         | FIJ  | Gold          | Gold          | Silber     | Gold     |
| AUS     | Ozeanienmeisterschaft     | 2000 | Koumac       | NCL  | Silber        | Silber        | Halbfinale | Gold     |
| AUS     | Oceania Cup               | 2011 | Adelaide     | AUS  | Silber        |               |            |          |
| AUS     | Olympische Spiele         | 2012 | London       | ENG  | letzte 64     |               |            | 9        |
| AUS     | Olympische Spiele         | 2008 | Peking       | CHN  | letzte 128    |               |            | 13       |
| AUS     | Olympische Spiele         | 2004 | Athen        | GRE  | letzte 64     | letzte 64     |            |          |
| AUS     | Olympische Spiele         | 2000 | Sydney       | AUS  |               | 1. Runde      |            |          |
| AUS     | Pro Tour                  | 2014 | Sydney       | AUS  | letzte 16     | Silber        |            |          |
| AUS     | Pro Tour                  | 1999 | Melbourne    | AUS  | letzte 32     | Viertelfinale |            |          |
| AUS     | Pro Tour                  | 1997 | Melbourne    | AUS  | letzte 32     | letzte 16     |            |          |
| AUS     | Pro Tour Grand Finals     | 1999 | Sydney       | AUS  |               | Viertelfinale |            |          |
| AUS     | Weltmeisterschaft         | 2015 | Suzhou       | CHN  | letzte 64     |               | letzte 64  |          |
| AUS     | Weltmeisterschaft         | 2013 | Paris        | FRA  | letzte 64     | letzte 64     |            |          |
| AUS     | Weltmeisterschaft         | 2012 | Dortmund     | GER  |               |               |            | 25       |
| AUS     | Weltmeisterschaft         | 2011 | Rotterdam    | NED  | letzte 64     |               | letzte 64  |          |
| AUS     | Weltmeisterschaft         | 2009 | Yokohama     | JPN  |               |               | letzte 128 |          |
| AUS     | Weltmeisterschaft         | 2008 | Guangzhou    | CHN  |               |               |            | 29       |
| AUS     | Weltmeisterschaft         | 2004 | Doha         | QAT  |               |               |            | 22       |
| AUS     | Weltmeisterschaft         | 2000 | Kuala Lumpur | MAS  |               |               |            | 21–24    |
| AUS     | World Cup                 | 2019 | Chengdu      | CHN  | 17.–20. Platz |               |            |          |
| AUS     | World Cup                 | 2018 | Chengdu      | CHN  | letzte 16     |               |            |          |
| AUS     | World Cup                 | 2017 | Markham      | CAN  | 17.–20. Platz |               |            |          |
| AUS     | World Cup                 | 2015 | Sendai       | JPN  | 17.–20. Platz |               |            |          |
| AUS     | World Cup                 | 2014 | Linz         | AUT  | 17.–20. Platz |               |            |          |
| AUS     | World Cup                 | 2005 | Guangzhou    | CHN  | 13.–16. Platz |               |            |          |
| AUS     | World Cup                 | 2003 | Hongkong     | HKG  | 13.–16. Platz |               |            |          |
| AUS     | World Cup                 | 2000 | Phnom Penh   | CAM  | 9.–12. Platz  |               |            |          |
| AUS     | WTC-World Team Cup        | 2013 | Guangzhou    | CHN  |               |               |            | 5. Platz |
| AUS     | WTC-World Team Cup        | 2011 | Magdeburg    | GER  |               |               |            | 9. Platz |